# Бендери III
Бендери ІІІ — залізнична станція Придністровської залізниці на неелектрифікованій лінії Бендери I — Ревака. Розташована біля села Варниця.

## Історія
В 2006 році на території станції "Бендери II" Молдовська залізниця відкрила свою платформу, яку в народі прозвали "Бендери III" (але формально Молдова вважає її станцією "Бендери II")
Ця платформа є предметом суперечки між Придністровською та Молдовською залізницями. Придністровська залізниця вважає, що все що розташовується за так званим вхідним світлофором, перебуває у її власності, але з іншого боку, так звана "Бендери III" знаходиться на території села Варниця, яке підпорядковане уряду Республіки Молдова. Це вже вважається зоною безпеки, тому будь-які будівельні дії на даній дільниці мають бути узгоджені з об'єднаною контрольною комісією.

## Пасажирське сполучення
| Рух пасажирських потягів по станції Бендери ІІІ |                       |                          |                      |
| №                                               | Маршрут               | Періодичність курсування | Залізниця формування |
| 803                                             | Бендери ІІІ — Кишинів | Щоденно, крім неділі     | Молдовська           |
| 804                                             | Кишинів — Бендери ІІІ | Щоденно, крім неділі     | Молдовська           |